# Liverpool University Press
La Liverpool University Press (LUP), fundada en 1899, forma parte de la Universidad de Liverpool. Es la tercera editorial universitaria más antigua de Inglaterra después de la Oxford University Press y la Cambridge University Press y se especializa en lenguas modernas, literatura, historia y cultura visual, y actualmente publica más de 150 libros al año, así como 34 revistas académicas. Los libros de la LUP son distribuidos en Norteamérica por Oxford University Press.

## Historia
Uno de los primeros jefes de prensa fue Lascelles Abercrombie, el primer profesor de poesía de la universidad.
En 2014, la compañía anunció el lanzamiento de Modern Languages Open, su plataforma de investigación de publicación en línea de acceso abierto revisada por pares en todos los idiomas modernos.
En 2015, la prensa lanzó Pavilion Poetry, un nuevo sello editorial que publica colecciones de poesía contemporánea. Mona Arshi fue una de las primeras poetas en publicarse y su libro, Small Hands, ganó el Premio Felix Dennis a la mejor primera colección en los Premios Forward de poesía de 2015.

## Actividades
La editora mantiene colaboraciones continuas con Tate, la Fundación para el Arte y la Tecnología Creativa, la Asociación de Escultura y Monumentos Públicos y los Museos Nacionales Liverpool. Entre sus revistas emblemáticas, el Bulletin of Hispanic Studies se publica desde 1923 y Town Planning Review celebró su centenario en 2010.
Es una de las trece editoriales que participaron en el piloto Knowledge Unlatched, un enfoque de consorcio bibliotecario global para financiar libros de acceso abierto.

## Premios
La Liverpool University Press fue preseleccionada para los Independent Publishers Guild en 2012, 2013 y 2014, y en 2015 ganó el premio IPG a la editorial académica y profesional del año. Ese mismo año, la prensa ganó el premio de la industria de las librerías a la editorial independiente académica, educativa y profesional del año.